# Которска кремпита
Которска кремпита или Которска пашта, како се ово јело зове међу Бокељима, је слатка пита, варијанта кремпите, који се традиционално припрема у Котору (Црна Гора). У основи се од традиционалне кремпите разликује по томе што се, уместо са две, као обична, которска кремпита прави са три коре. 

## Историја
Претпоставља се да су рецепт за овај слаткиш у Котор донели Италијани, али га которске домаћице вековима чувају припремају у овом граду. Начин израде которске кремпите, односно чињеница да се прави са три коре, може указивати на то да је ова посластица настала од француског колача званог mille-feuille, такође познатог и под називом Наполеон. Тачно порекло овог колача није познато, иако се верује да је његов савремени облик осмислио чувени француски кувар Мари-Антоан Карем (фр. Marie-Antoine Carême). Овај колач такође је сличан кремпити али се, баш као и которске кремпите, прави са три слоја теста (за разлику од обичних кремпита, код којих се користе само две коре филоване великом количином крема).
У Котору је ова посластица постала популарна средином 20. века, када су се ове кремпите продавале у некада чувеној пекари „Здрављак”, која се налазила на Тргу од Оружја до катастрофалног земљотреса 1979. после од 
1982. на Пјаци Светог Трипуна, једном од многобројних тргова у которском Старом граду, између Архива и зграде Опшине. Чувени мајстори из ове пекаре предали су овај рецепт својим наследницима.
Оригинални назив слаткиша је которска пашта, али је убрзо постала позната као которска кремпита и под овим називом данас је позната широм региона.

## ФестивалКоторска пашта
Фестивал (или како се у Боки каже, фешта) Которска пашта је гастро манифестација која промовише и чува од заборава традиционални рецепт которске кремпите. Фестивал се организује од 2015. године, у предсезони током јуна месеца, на неком од которских тргова (Пјаца од Кина, Пјаца од сата...). Током приредбе, која почиње у вечерњим сатима, посетиоцима се подели око 1000 кремпита, направљених према овом старом рецепту, које припремају которске домаћице и познати ресторани. Манифестацију прате концерти познатих извођача из региона и локалних музичара.
Фестивал Которска пашта организује се уз подршку Туристичке организације Котор, Општине Котор, Националне туристичке организације и градских установа културе.

## Оригинални рецепт

### Састојци
За коре:
- 1 кг брашна
- 800 г свињске масти
- вода „колико прође”
- пола кашичице соли

За фил:
- 2 л млека
- 600-700 г шећера
- 300-350 г брашна
- 8 јаја
- 5-6 кесица ванил шећера

За украшавање:
- Шећер у праху

Припрема кора:
- Коре за Которске кремпите припремају се дан пре него што ће се ова посластица правити.
- Од брашна и воде умеси се тесто и остави се да одстоји 15-20 минута. Затим се, на површини претходно посутој брашном, оклагијом развуче у правоугаони облик. На средину правоугаоника се стави маст и стране теста се преклопе преко масти. Овако добијена јуфка лагано се одозго притисне оклагијом и стави у пластичној кеси око пола сата, да се тесто „одмори”. Пошто је тесто одстојало, поново се оклагијом развуче у правоугаони облик, па се лева и десна страна преклопе до пола (ивице се саставе на средини) и онда се све преклопи на пола („затвори као књига”). Добијена јуфка се поново остави да се „одмори” пола сата. Овај поступак развлачења и преклапања теста понавља се још два пута. Овако умешено тесто поново се стави у пластичну кесу и остави до сутрадан, када се коре праве.
- Тесто, умешено претходног дана, подели се на три дела. Сваки део оклагијом се развуче у правоугаони облик и пече на температури од 200 °C док кора добије златну боју. Коре не смеју загорети, али не треба ни да остану недовољно печене. После печења коре се остављају да се охладе. * Уместо домаћег лиснатог теста може се употребити и готово смрзнуто лиснато тесто.

Припрема фила:
- Јаја се раздвоје на беланца и жуманца. Од припремљеног млека одвојити један део и умутити га са брашном, шећером и жуманцима, а остатак оставити да проври. Кад млеко проври у њега се додаје претходно умућена маса и жицом за мућење мути се док се маса не сједини, а затим се, уз стално мешање, добро укува на тихој ватри.
- Беланца се умуте у чврсти „снег”, дода се ванил шећер и затим се дода укуваној маси, док је још на штедњаку. Све се измеша и остави да учини још један „кључ”.
- Добијени фил треба охладити уз мешање, да се не би ухватила кора или крем згуснуло.

Филовање кора:
Прва кора се постави на подлогу. Преко ње се распореди једна половина припремљеног фила, па се покрије другом кором. Остатак фила распореди се преко друге коре, а затим се одозго постави последња, трећа кора. Готова пита остави се да се мало охлади, исече се на коцке и поспе шећером у праху.